# Stalagmites minifolia
Stalagmites minifolia é uma espécie de árvore de mangue originária do Brasil, onde é popularmente conhecida como mangue-espeto, mangue-gaiteiro ou simplesmente gaiteiro, a Stalagmites minifolia da família das gutíferas é empregada na esfrega das linhas e tintura das rede de pesca.